# Batalla de Marcela (756)
La batalla de Marcela (en búlgaro: Битката при Маркели; en griego: Μάχη των Μαρκελλών) tuvo lugar en 756 entre los ejércitos del Primer Imperio búlgaro y el Imperio bizantino en Markeli, cerca del pueblo de Karnobat en el sureste de Bulgaria. El resultado fue una victoria bizantina.

## Orígenes del conflicto
En el año 755, la larga paz entre Bulgaria y el Imperio bizantino llegó a su fin. Esto se debió principalmente porque, después de importantes victorias sobre los árabes, el emperador bizantino Constantino V comenzó a fortificar su frontera con Bulgaria. Para ello se reasentaron herejes de Armenia y Siria en Tracia. El Kan Kormisosh tomó esas acciones, y la construcción de una nueva fortaleza a lo largo de la frontera, como una violación del Tratado de 716, firmado por Tervel. El líder búlgaro envió mensajeros a pedir tributo a las nuevas fortalezas. Después de la negativa del emperador bizantino, el ejército búlgaro invadió Tracia. Saquearon todo a su paso, los búlgaros llegaron a las afueras de Constantinopla, donde fueron atacados y derrotados por las tropas bizantinas.

## La batalla
Al año siguiente, Constantino organizó una gran campaña contra Bulgaria, que ahora era gobernado por un nuevo kan, Vinekh.
Envió un ejército con 500 barcos, que saquearon los alrededores del delta del Danubio.
El propio emperador, con la fuerza principal, avanzó a Tracia, y los búlgaros lo atacaron en el castillo fronterizo de Marcelae. Se desconocen los detalles de la batalla, pero el resultado fue una victoria de Constantino. Con el fin de detener la invasión, envió a los búlgaros capturados a Constantinopla. Sin embargo, tres años después (759), Constantino invadió Bulgaria una vez más, pero sufrió una aplastante derrota en la batalla del paso de Rishki.